# 서마라 위빙
서마라 위빙(Samara Weaving, 1992년 2월 23일 ~ )은 오스트레일리아의 배우, 모델이다. 오스트레일리아에서 제작한 BBC의 드라마 《아웃 오브 더 블루》에서 커스튼 멀로니 역과 오스트레일리아의 연속극 《홈 앤 어웨이》 (2009-2013)의 인디 워커 역으로 연기 경력을 시작했다. 또한 넷플릭스 영화 《사탄의 베이비시터》 (2017)에도 출연했다.

## 어린 시절
위빙은 애들레이드에서 태어났지만, 싱가포르, 피지, 인도네시아에서 자랐다. 그녀의 아버지 사이먼 위빙은 영화 감독 및 캔버라 국제 영화제의 예술 감독이다. 그녀의 어머니는 몰타인이다. 그녀의 여동생 모건 역시도 배우이며, 삼촌은 영화 및 연극 배우 휴고 위빙이다. 위빙과 그녀의 가족은 2005년 캔버라로 이주했고 그녀는 캔버라 걸즈 그래머 스쿨에 다녔다. 그녀는 연극부장이 되었고 다양한 학교와 극장 공연에 출연했다.

## 생애
위빙의 첫 주요 배역은 2008년 오스트레일리아와 영국의 합작 연속극 《아웃 오브 더 블루》의 커스튼 멀로니였다. 하지만 두번째 시즌은 제작되지 않았다. 2009년, 위빙은 오스트레일리아의 연속극 《홈 앤 어웨이》의 인디고 “인디” 워커 역으로 캐스팅됐다. 그녀는 처음에는 조연으로서 5주 간 출연했다. 위빙은 제작자들이 그녀와 그녀의 드라마상 가족들을 주요 배역으로 가져온 다음 해에 주연으로 출연했다. 그녀는 촬영을 위해 캔버라에서 시드니로 이사를 했다.

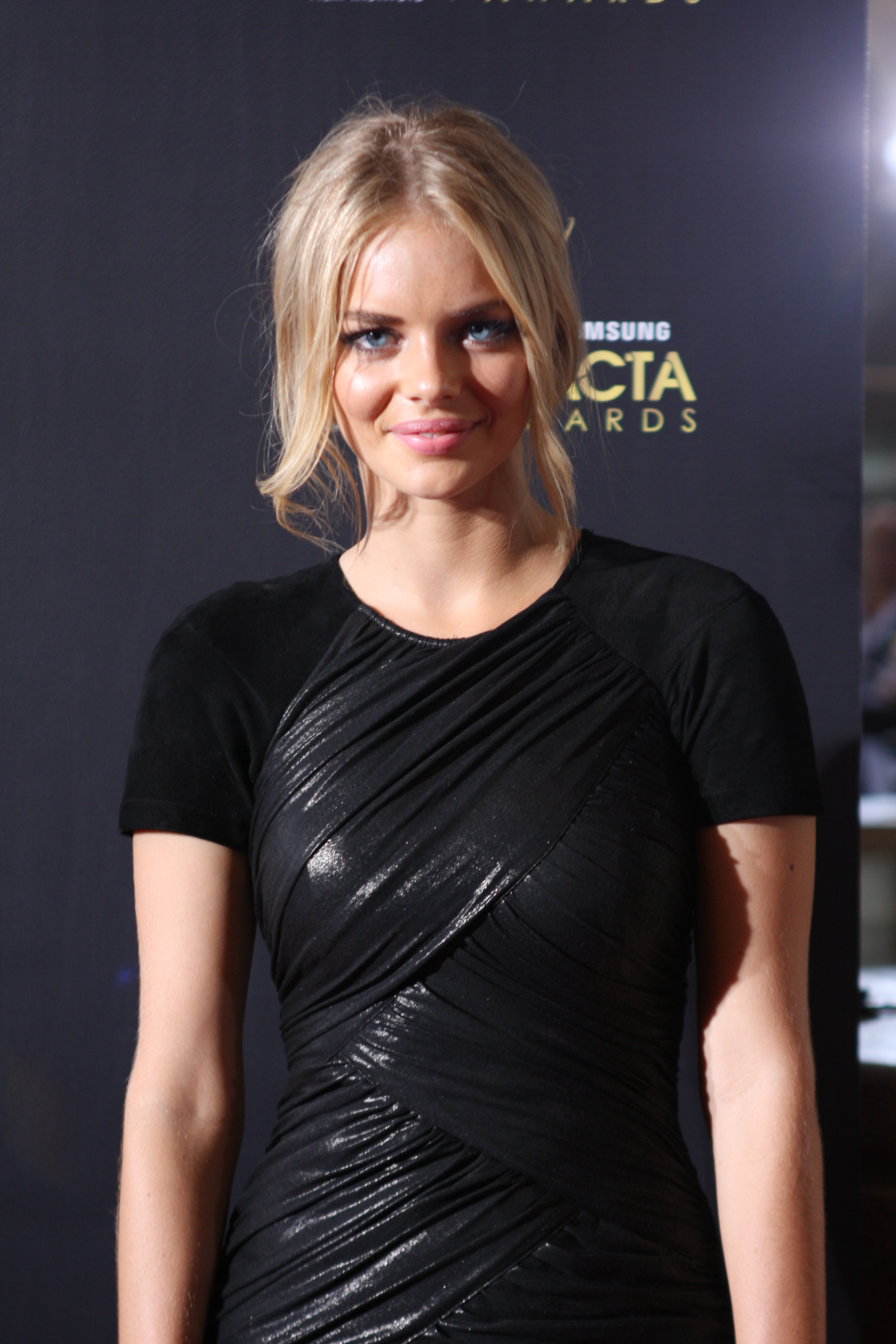
2012년 제1회 AACTA 어워드에서의 모습

인디의 연기로, 그녀는 2012년 제1회 AACTA 어워드에서 텔레비전 드라마 부문 시청자 선정 여우주연상 후보에 지명됐다. 2013년 7월, 위빙이 자신의 《홈 앤 어웨이》의 마지막 촬영씬을 마쳤음이 확인되었다. 위빙은 그 프로그램의 세계적인 성공과 함께, 새로운 배역을 찾아야할 때라고 느꼈다. 같은 해 그녀는 삼촌인 휴고 위빙과 함께 범죄 영화 《미스터리 로드》에 출연했다. 위빙은 2015년에 《애쉬 vs 이블 데드》의 첫번째 시즌에 헤더라는 조연 배역을 가졌다. 그녀는 또한 웹드라마 《Squirrel Boys》에 카메오 출연을 했다.
위빙은 2012년부터 오스트레일리아의 속옷 브랜드 본즈의 모델 역할을 시작했다. 본즈의 2014년 초기 캠페인 당시에 그녀는 오언 라이트와 함께 등장했다.
2016년, 그녀는 액션 코미디 영화 《몬스터 트럭》에 브리앤 역으로 출연했다. 그녀는 2014년에 로스앤젤레스에 처음 놀러간 동안에 캐스팅된 것이였다. 다음 해에 그녀는 스티븐 연과 함께 액션 코미디 스릴러 영화 《메이헴》에, 같은 해 10월에 공개된 코미디 호러 영화 《사탄의 베이비시터》에 주연으로 출연했다. 그녀는 또한 마틴 맥도너의 《쓰리 빌보드》에서 배역을 가졌으며, 찰리 푸스의 노래 "Attention"의 뮤직 비디오에 출연했다.
2017년 11월 이후로, 그녀는 쇼타임의 드라마 《SMILF》에 이 드라마 기획자 프랭키 쇼와 함께 출연하며 넬슨 로즈 역을 연기했다. 2018년 12월, 위빙이 시즌 2 종료 후에 드라마에서 하차할 것이라고 보도되었다. 위빙은 누드 섹스 장면을 하기로 한 것에 항의한 후, 계약을 해지해달라고 요청했다. 버라이어티의 대니얼 홀로웨이는 위빙이 시즌 1의 비슷한 장면에서 쇼의 행동에 불편함을 느꼈고, 쇼의 불법 행위 조사를 요청했다. 조사 결과에서 쇼가 잘못한 것이 없다고 나왔다고 보도했다.
2018년에 그녀는 나탈리 도머, 야엘 스톤과 함께 미니시리즈 《행잉록에서의 소풍》에 출연했다.

## 사생활
위빙은 2019년 3월 10일에 창작 프로듀서 지미 워든 (Jimmy Warden)과 약혼을 발표했다.

### 인터넷 장난
2016년 6월에 한 페이스북 유저가 멍과 피에 뒤덮히고 긁힌 자국이 있는 위빙의 사진 (사진 속의 여성이 위빙이거나 배우라는 사실을 알리지 않고)을 올렸다. 그 사진은 다음과 같은 문구와 함께 있었다 “미국의 파시즘의 결과물... 단순히 그녀가 트럼프의 지지라라는 이유 때문에”. 비록 일부 방송국들이 사진 속 주인공이 서마라 위빙이고 실제로 다치지 않았다 (그녀는 실은 《애쉬 vs 이블 데드》 배역으로 분장을 했다)라며 해명했음에도, 당시 많은 도널드 트럼프 후보 지지자들은 그 사진이 트럼프 지지자들에 대한 진보 세력들의 폭력의 증거라고 확신했다. 그 사진의 오해에 대한 지지로 그 글은 30,000회 가까이 공유됐다. 이 오해에 대한 반응으로, 《애쉬 vs 이블 데드》의 출연 배우 브루스 캠벨은 "사실을 확인하세요 여러분. 이분은 #AshVsEvilDead에 출연하는 서머라 위빙이라는 배우입니다. 이건 분장 테스트라고요. 슬픔."이라고 트윗을 올렸고 위빙도 "정말 싫다."라고 트윗을 올렸다.

## 출연 작품
| 연도 | 제목                        | 배역                 | 참고 |
| ---- | --------------------------- | -------------------- | ---- |
| 2013 | 미스터리 로드               | 페기                 |      |
| 2016 | 배드 걸                     | 클로이               |      |
| 2016 | 몬스터 트럭                 | 브리앤               |      |
| 2017 | 메이헴                      | 멜라니 크로스        |      |
| 2017 | 쓰리 빌보드                 | 페넬로페             |      |
| 2017 | 사탄의 베이비시터           | 비                   |      |
| 2019 | 레디 오어 낫                | 그레이스             |      |
| 2019 | 건스 아킴보                 | 닉스                 |      |
| 2020 | 빌 & 테드 페이스 더 뮤직    | 테아 프레스턴        |      |
| 2020 | 사탄의 베이비시터: 킬러 퀸  | 비                   |      |
| 2020 | 라스트 시크릿               | 조지아 / 로렌        |      |
| 2021 | 스네이크 아이즈: 지 아이 조 | 샤나 오하라 / 스칼렛 |      |
| 2022 | 바빌론                      | 콘스턴스 무어        |      |
| 2023 | 스크림 6                    | 로라 크레인          |      |
| 2024 | 아즈라엘                    | 아즈라엘             |      |
| 미정 | 레디 오어 낫 2              | 그레이스             |      |

| 연도      | 제목               | 배역          | 참고                                    |
| --------- | ------------------ | ------------- | --------------------------------------- |
| 2008      | 아웃 오브 더 블루  | 커스틴 멀로니 |                                         |
| 2009–2013 | 홈 앤 어웨이       | 인디 워커     | 시즌 22–26 조연 (2009) • 주연 (2010–13) |
| 2011      | 제1회 AACTA 어워드 | 발표자        |                                         |
| 2015–2016 | 애쉬 vs 이블 데드  | 헤더          | 3편                                     |
| 2017-2019 | SMILF              | 넬슨 로즈     | 주연                                    |
| 2018      | 행잉록에서의 소풍  | 어마 레오폴드 | 미니시리즈                              |

| 연도 | 제목              | 배역        | 참고                    |
| ---- | ----------------- | ----------- | ----------------------- |
| 2009 | Sprung            | 프랜        | 단편 영화               |
| 2009 | Steps             | 서마라 위빙 | 감독, 각본가; 단편 영화 |
| 2014 | Growing Young     | 밍크스      | 단편 영화               |
| 2014 | Flex off 2014     | 본인        | 다큐멘터리              |
| 2015 | He Who Has It All | 세레나      | 단편 영화               |
| 2015 | Squirrel Boys     | 켈리        | 3편; 웹 드라마          |
| 2017 | Attention         | 연인        | 찰리 푸스의 뮤직 비디오 |